# Gurbănești
Gurbăneşti é uma comuna romena localizada no distrito de Călăraşi, na região de Muntênia. A comuna possui uma área de 74.72 km² e sua população era de 1510 habitantes segundo o censo de 2007.